# Золфо Спрингс (Флорида)
Золфо Спрингс (енгл. Zolfo Springs) град је у америчкој савезној држави Флорида. По попису становништва из 2010. у њему је живело 1.827 становника.

## Демографија
Према попису становништва из 2010. у граду је живело 1.827 становника, што је 186 (11,3%) становника више него 2000. године.
| Група             | 2000.       | 2010.         |
| Белци             | 702 (42,8%) | 547 (29,9%)   |
| Афроамериканци    | 55 (3,4%)   | 77 (4,2%)     |
| Азијати           | 2 (0,1%)    | 11 (0,6%)     |
| Хиспаноамериканци | 880 (53,6%) | 1.177 (64,4%) |
| Укупно            | 1.641       | 1.827         |